# Rokosz
Uma rokosz, originalmente, era uma reunião de toda a szlachta polonesa (nobreza), não apenas de deputados, de uma sejm. O termo foi levado para o idioma polonês da Hungria, onde reuniões semelhantes aconteciam em um campo aberto chamado Rákos.
Com o tempo, "rokosz" passou a significar uma rebelião armada pela szlachta da República das Duas Nações contra o rei, com a intenção de defender suas liberdades ameaçadas. Os nobres que se reuniam para uma rokosz formavam uma "confederação" (konfederacja).
A instituição da rokosz, neste último sentido, derivou do direito medieval de resistir ao poder real. A rokosz teve sua base legal do direito de recusa à obdiência ao rei, como estipulado no Privilégio de Mielnik (przywilej mielnicki, assinado em 23 de outubro de 1501) e mais tarde nos Artigos do Rei Henrique de 1573.
Uma das mais conhecidas rokoszes é a Rokosz de Zebrzydowski no século XVII.